# De Vlijt (Koudum)
De molen De Vlijt staat aan de Molenbuurt in Koudum (gemeente Súdwest-Fryslân).
De molen werd oorspronkelijk in de 18e eeuw gebouwd als poldermolen te Oppenhuizen.
In 1986 werd de molen verplaatst naar zijn huidige locatie en verbouwd tot een korenstellingmolen, type spinnenkop.

Constructie: de romp van de ondertoren is gedekt met dakpannen. Kap gedekt met houten delen en geheel geteerd, met een vlucht van 16,40 m.
De molen is maalvaardig en het malen van graan gebeurt op vrijwillige basis.

De molen is in het beheer van de Molenstichting Súdwest-Fryslân.